# Aeromak
Aeromak fue un proyecto para fundar una aerolínea que tendría su base en Skopie, Macedonia del Norte. Su base de operaciones principal sería el Aeropuerto de Skopie. 
Aeromak planeaba iniciar sus operaciones en marzo de 2010. Fue propiedad de la aerolínea de bandera serbia Jat Airways (hoy Air Serbia). No llegó a anunciar la composición ni el tamaño de su flota.

## Historia
Aeromak fue fundada en 2009 por Jat Airways (hoy Air Serbia) para reemplazar a la entonces desaparecida, MAT Macedonian Airlines.
La solicitud de Aeromak para el AOC fue rechazada en diciembre de 2009. El CEO contratado por Jat Airways para Aeromak, Srećko Angelovski, fue despedido el mismo mes, tras de hacer mal uso de los fondos de la aerolínea.

## Destinos planeados
Aeromak planeaba operar los siguientes destinos:
| Países              | Destinos | Aeropuertos                                   |
| ------------------- | -------- | --------------------------------------------- |
| Alemania            | Berlín   | Aeropuerto de Berlín-Tegel                    |
| Alemania            | Múnich   | Aeropuerto Int. de Múnich-Franz Josef Strauss |
| Italia              | Milán    | Aeropuerto de Milán-Malpensa                  |
| Italia              | Roma     | Aeropuerto de Roma-Fiumicino                  |
| Macedonia del Norte | Skopie   | Aeropuerto de Skopie (HUB)                    |
| Suiza               | Zúrich   | Aeropuerto Internacional de Zúrich            |
| Turquía             | Estambul | Aeropuerto Internacional Atatürk              |